# Sunce
Sunce (astronomski simbol: ) je zvijezda u centru našeg Sunčevog sustava. Ona je bijelo usijana, gotovo savršena kugla (razlika između ekvatora i pola je samo 10 km) i sastoji se od plazme isprepletene s magnetskim poljima. Promjer mu je oko 1 392 000 km, što je za 109 puta više od Zemlje a masa oko 2 ∙ 1030 kilograma, što je za 330 000 puta više od Zemlje, a to je 99,86 % mase cijelog Sunčevog sustava. Sunčev je obujam 1,3 milijuna puta veći od Zemljina. Prosječne je gustoće 1 411 kg/m³ (oko 1/4 gustoće Zemlje). Većina poznatih kemijskih elemenata otkrivena je i na Suncu. Po kemijskom sastavu ¾ mase Sunca čini vodik, dok je ostatak uglavnom helij, a manje od 2 % čine teži elementi kao što su kisik, ugljik, neon, željezo i drugi. U središtu Sunca, gdje se nalazi izvor energije i gdje temperatura doseže 15 milijuna kelvina, vodika je manje od helija.
Prema spektralnoj klasi, Sunce spada u klasu G2V, te se još naziva žuti patuljak, zato što je najviše zrači u žutozelenom dijelu spektra. Boja Sunčeve svjetlosti je bijela, ali kada je na nebu nisko nad obzorom, ovisno o količini prašine u atmosferi i zbog raspršenja svjetlosti, izgleda žuto, narančasto ili crveno. Spektralna oznaka G2 pokazuje površinsku temperaturu, koja iznosi 5 778 K (5 505 °C), dok oznaka V pokazuje da je Sunce, kao i većina drugih zvijezda, u glavnom nizu (Hertzsprung-Russellov dijagram) i da stvara energiju nuklearnom fuzijom, pretvarajući vodik u helij.
U jezgri Sunca, svake sekunde u helij fuzionira 4 300 000 000 kg vodika. Iako su nekoć astronomi smatrali da je Sunce mala i beznačajna zvijezda, ispostavilo se da je Sunce svjetlije od 85 % zvijezda u Mliječnom putu, a većina zvijezda spada u crvene patuljke. Apsolutna magnituda mu je +4,83, ali budući da nam je Sunce puno bliže od ostalih zvijezda, vidimo ga kao najsjajnije nebesko tijelo s prividnom magnitudom -26,74. Vanjski dio Sunčeve atmosfere (korona) stalno ispušta dio plazme u svemir u obliku Sunčevog vjetra, kao struju električno nabijenih čestica koja se širi do otprilike 100 astronomskih jedinica. Balon međuzvjezdane tvari koju stvara Sunčev vjetar naziva se heliosfera: to je najveća neprekidna struktura u Sunčevom sustavu. Osim Zemlje i drugih planeta, oko Sunca kruže i patuljasti planeti, asteroidi, kometi, meteoroidi, trans-neptunski objekti u Kuiperovom pojasu i čestice prašine.
Kako se cijeli svemir širi, tako se i Zemlja kreće s našom galaktikom ili Mliječnim putem, prema zviježđu Vodena zmija i to brzinom od 550 km/s. Najbliža nam je zvijezda alfa Kentaur, koja je udaljena 4,2 godine svjetlosti. Sunčev sustav se okreće oko centra Mliječnog puta, koji je udaljen 24 000 – 26 000 godina svjetlosti i jedan puni krug napravi za 230 milijuna godina. Ako se u obzir uzme kretanje naše galaktike i naše orbitiranje oko njenog centra, onda je rezultanta kretanja Sunca 370 km/s u smjeru zviježđa Lav i Pehar.
Srednja udaljenost između Sunca i Zemlje je 149 600 000 km ili jedna astronomska jedinica (AJ), što svjetlost prijeđe za 8 minuta i 19 sekundi. Energija koju prenosi Sunčeva svjetlost (Sunčeva konstanta) daje gotovo sav život na Zemlji, zahvaljujući fotosintezi, a ujedno pokreće vrijeme i klimu na Zemlji.

## Fizičke karakteristike
Sunce je zvijezda glavnog niza (pogledati Hertzsprung-Russellov dijagram), spektralnog tipa G2, što znači da je nešto veća i toplija od prosječne zvijezde, no nedovoljno velika da bi pripadala takozvanim "divovima". Životni vijek zvijezda tog spektralnog tipa je oko 10 milijardi godina, a jer je Sunce staro oko 5 milijardi godina, nalazi se u sredini svog životnog ciklusa.
U središtu Sunca u termonuklearnim reakcijama (nuklearna fuzija) vodik se pretvara u helij. Svake sekunde u nuklearnim reakcijama sudjeluje 3,8 ∙ 1038 protona (vodikovih jezgri). Oslobođena energija biva izračena sa Sunčeve površine u obliku elektromagnetskog zračenja i neutrina, te manjim dijelom kao kinetička i toplinska energija čestica Sunčevog vjetra i energija Sunčevog magnetskog polja.
Zbog ekstremno visokih temperatura, tvar je u obliku plazme. Posljedica toga je da Sunce ne rotira kao čvrsto tijelo. Brzina rotacije je veća na ekvatoru, nego u blizini polova, zbog čega dolazi do iskrivljenja silnica magnetskog polja, erupcija plinova sa Sunčeve površine i stvaranja Sunčevih pjega i prominencija (protuberanci). Ove pojave nazivamo Sunčevom aktivnošću.
Budući da se Sunce sastoji od plazme, ekvator se okreće brže od polova. Ta se pojava naziva diferencijalna rotacija i na ekvatoru ona iznosi 25,6 dana, a na polovima 33,5 dana. Budući da se i Zemlja okreće oko Sunca, nama se čini da se ekvator Sunca okrene za otprilike 28 dana (sinodički period vrtnje). U tom periodu Sunčeva aktivnost iskazuje promjene utjecaja na Zemlju. Os vrtnje nagnuta je prema okomici na ekliptiku za 7,2°. Zbog toga nagiba Sunčeva se kugla ne vidi sa Zemlje stalno u istoj projekciji. Sjeverni joj je pol prema Zemlji najviše nagnut u rujnu.
S obzirom na ostale zvijezde, Sunce se nalazi u populaciji I, što znači da je bogato teškim elementima (zlatom i uranijem), za što je vjerojatno zaslužna eksplozija neke bliske supernove.
Osnovni podaci:
| Promjer                                 | 1 392 000 km     |
| Masa                                    | 1,9891 ∙ 1030 kg |
| Prosječna gustoća                       | 1 411 kg/m3      |
| Površinska temperatura                  | 5 778 K          |
| Vrijeme obilaska oko središta Galaktike | 2,2 ∙ 108 godina |

Maseni udjeli kemijskih elemenata:
| Vodik    | 73,46 % |
| Helij    | 24,85 % |
| Kisik    | 0,77 %  |
| Ugljik   | 0,29 %  |
| Željezo  | 0,16 %  |
| Neon     | 0,12 %  |
| Dušik    | 0,09 %  |
| Silicij  | 0,07 %  |
| Magnezij | 0,05 %  |
| Sumpor   | 0,04 %  |

## Sunčev ciklus
Promjene koje se opažaju na Suncu i zovu Sunčevom aktivnošću odvijaju se periodično u ciklusima prosječne duljine 11 godina. Ciklusi variraju u duljini, između 8 i 15 godina. Te promjene obuhvaćaju:
- količinu izračene energije (Sunčeva konstanta)
- brojnost i raspored Sunčevih pjega
- brojnost Sunčevih baklji
- oblik i veličinu korone

Vremenski period najveće aktivnosti naziva se Sunčev maksimum. Može trajati nekoliko godina, ovisno o aktivnosti pjega i baklji. Postoje i dulja periodička razdoblja Sunčeve aktivnosti. U povijesti je poznat Maunderov minimum (Edward Walter Maunder), razdoblje u drugoj polovici 17. stoljeća tijekom kojega je broj Sunčevih pjega bio izuzetno malen. Zbio se istovremeno s razdobljem hladnih godina, nazvanog Malo ledeno doba. Nije sasvim jasno jesu li klimatske promjene bile uzrokovane ekstremno niskom Sunčevom aktivnošću.

## Sastav Sunca
Sunce se u dubinu dijeli na veći broj slojeva prema uvjetima koji u njima vladaju. Granice među njima nisu jasno ocrtane i postoje prijelazna područja. Sunce nema čvrstu površinu pa se kao granicu na kojoj počinje atmosfera uzima najviši sloj koji je još uvijek optički neproziran. Također, Sunce se ne možemo točno ograničiti jer njegov gušći dio prelazi u rjeđu atmosferu, a iza nje se daleko prostire područje u kojem djeluje Sunčev vjetar.

### Jezgra
Do četvrtine polumjera Sunca prostire se jezgra, područje visoke temperature, oko 15,6 milijuna K i tlaka 1016 Pa. U takvim uvjetima odvija se nuklearna fuzija vodika u helij. Spajanjem 4 protona (jezgre atoma vodika) nastaje jedna jezgra atoma helija (2 protona i 2 neutrona), pri čemu se oslobađaju subatomske čestice (neutrino) i energija u obliku gama zračenja.
Oko 3,6 ∙ 1038 protona (jezgre vodika) se svake sekunde pretvara u jezgre helija, oslobađajući masu i energiju (ekvivalencija mase i energije) od 4 300 000 000 kg u sekundi ili 3,8 ∙ 1026 W.
Izračunata gustoća snage fuzije u Sunčevoj jezgri iznosi 276.5 W/m3, što je blisko gustoći snage središta komposta ili reptilskog metabolizma. Ipak, Sunce je toliko veliko i sporo provodi toplinu da ona uspijeva ostati dovoljno nagomilana i održavati visoku temperaturu potrebnu za nastavak nuklearne fuzije. Sunčeva jezgra stvara gotovu svu toplinu koja se stvori nuklearnom fuzijom, ostalih 1 % se stvori izvan jezgre. Energija koja se stvori u jezgri (osim neutrina) mora putovati veliki broj puta kroz razne slojeve, dok ne dođe do fotosfere i izađe u svemir kao Sunčeva svjetlost ili kinetička energija čestica.
Na udaljenosti 19 % od Sunčevog polumjera, temperatura padne na 10 000 000 K, a gustoća snage je 6,9 W/m3. U tim uvjetima se oslobađa 91 % Sunčeve energije. Na udaljenosti 30 % Sunčevog polumjera, nuklearna fuzija gotovo stane.
Kroz većinu Sunčevog života, energija koja se dobiva nuklearnom fuzijom, ide kroz seriju koraka koje nazivamo niz proton-proton (p-p niz), a to je postupak kojim se vodik pretvara u helij. Manje od 2 % helija se stvara u Suncu s nizom ugljik-dušik-kisik (CNO niz). Dokaz odvijanja nuklearnih procesa dalo je proučavanje neutrina kao sporednih proizvoda termonuklearnih reakcija, koji gotovo brzinom svjetlosti pristižu do Zemlje izravno iz Sunčeva središta.

### Zona zračenja
Iznad jezgre se nalazi zona zračenja, otprilike od 25 % do 70 % Sunčevog polumjera od centra. U toj zoni nije dovoljna temperatura da se stvori nuklearna fuzija, pa se toplina prenosi zračenjem prema vanjskim slojevima. U toj zoni nema konvekcije ili miješanja plazme, a temperature se kreću od 7 000 000 do 2 000 000 K na vanjskom dijelu. Energija se prenosi zračenjem iona vodika i helija, koji emitiraju fotone koji vrlo brzo prijeđu tu udaljenost do vanjskog dijela zone zračenja, gdje fotone preuzmu drugi ioni u zoni konvekcije. Gustoća se mijenja od 20 g/cm3 do samo 0,2 g/cm3 na vrhu tog sloja.

### Zona konvekcije
Iznad zone zračenja se nalazi zona konvekcije, od oko 70 % Sunčevog polumjera do fotosfere, što je otprilike 200 000 km. U tom sloju plazma nije dovoljno topla i gusta za prijenos energije zračenjem. Zato se pojavljuju toplinski stupovi, koji prenose vruću plazmu od zone zračenja do fotosfere: kad se plazma ohladi, spušta se natrag i tako stvara zatvoreni krug. Temperatura padne s 2 000 000 K na 5 778 K, a gustoća je oko 0,2 g/cm3. Toplinski stupovi se na površini Sunca vide kao granule i supergranule. Turbulentno kretanje plazme kroz zonu konvekcije stvara na površini svakog toplinskog stupa magnetsko polje, koje se zatvara iznad površine Sunca.
Novim dijagnostičkim metodama, koje prakticira helioseizmologija, iscrpno se ispitala unutrašnjost Sunca. Kroz cijelo se Sunce prostiru akustički valovi, slično kao što se Zemljinom unutrašnjosti šire potresni valovi. Valovi se odbijaju od površinskih slojeva Sunca, u kojima gustoća naglo pada. Dubina prodiranja valova ovisi o njihovoj valnoj duljini. S pomoću njih ustanovljeno je da se dno konvektivne zone nalazi na 0,7 polumjera Sunca, te da ispod te zone više nema diferencijalne rotacije. S pomoću tih valova potvrđen je teorijski model unutrašnjosti Sunca s vrlo velikom točnošću. Sasvim praktična disciplina, helioseizmološka holografija, proučava stražnju, izravno nevidljivu Sunčevu stranu, predviđajući nastup aktivnih skupina pjega.

### Fotosfera
Prividnu površinu Sunca nazivamo još i fotosferom. Ovdje se temperature kreću oko 5 777 K, što za posljedicu ima površinu koja je bijelo usijana. Vrući plin izvire iz unutrašnjosti na površinu, zbog čega nam se čini da površina ima granulastu (zrnatu) strukturu. Granule su promjera oko 1 000 km, u stalnom su pokretu (poput vrenja vode), a vrijeme trajanja im je nekoliko minuta. Ponekad nastaju takozvane supergranule promjera 30 000 km koje traju i do 24 sata. U spektru Sunca prevladavaju infracrveno i vidljivo zračenje koje je nepromjenjive jakosti. Ultraljubičasto i rendgensko zračenje se stvara prolaznim procesima u višim slojevima atmosfere i promjenjive je jakosti.
U fotosferi se nalaze Sunčeve pjege (makule), Sunčeve baklje (fakule), granule i supergranule. Sunčeve pjege su područja i do 1500 K niže temperature koja na fotografijama smanjenog intenziteta svjetla izgledaju kao crne mrlje okružene sivim pojasom. U stvarnosti su manje blještave, narančasto usijane, ali na fotografijama koje su ispravno eksponirane da se vide detalji fotosfere, bivaju podeksponirane i stoga crne. Pjege su posljedica su kvaziperiodične evolucije Sunčeva magnetskog polja. Ono je proizvedeno strujanjima Sunčeve plazme ispod fotosfere, pretežno u konvektivnoj zoni, te na granici radijativne i konvektivne zone, a nastaje takozvanim dinamo-mehanizmom, podržavanim konvekcijom i zvijezdinom vrtnjom. Polje se stalno razvija i mijenja oblike. Na početku Sunčevog ciklusa aktivnosti polje je slabo i ima oblik dipola. Zbog diferencijalne rotacije polje se deformira i silnice se u blizini ekvatora izdužuju; polje se razvija u niz petlji. Na prodoru petlji iz fotosfere javljaju se skupine pjega.

### Kromosfera
Kromosfera je niži sloj Sunčeve atmosfere: proteže se iznad fotosfere do visine oko 2 000 km. Dno kromosfere je temperature 4400 K, a vrh 25000 K. Zbog znatno više temperature i ionizacije, te nižeg tlaka, ne zrači kao crno tijelo, već zrači emisijske linije vodika i zato je crveno-ružičaste boje, ali puno slabijeg sjaja od fotosfere, te se zbog toga može vidjeti samo za vrijeme potpune pomrčine Sunca na rubu Sunčevog diska, ili korištenjem posebnih filtera koji propuštaju samo svjetlost u H-alfa području. Znatno je rjeđa od fotosfere i nepravilnog je oblika. Porastom visine gustoća atmosfere opada, ali se povećava temperatura. Ove promjene gustoće i temperature izražene su u prijelaznom području između kromosfere i korone. U kromosferi se događaju izboji plina stvarajući učinke koje nazivamo prominencije i Sunčeve baklje. Prominencije (protuberance) su oblaci ili mlazovi usijanog plina izbačenog u vis. Mogu se uzdići do visine 150 000 km iznad fotosfere, kroz kromosferu i koronu. Gušće su od okolne tvari i dostižu temperaturu oko 20 000 K. Njihov ionizirani plin podržavan je silom magnetskog polja. Mirne prominencije preživljavaju i više mjeseci. Na sličan način dolazi do pojave baklji, mlazova plina koji se brzo podižu unutar kromosfere i padaju nazad. Vrijeme trajanja jedne baklje je oko 10 minuta. Iz nje se podižu i bodlje (spikule), mali izbačaji plina koji se dižu do visine od 7 000 do 9 000 km. Spikule nisu razmještene po cijelom Suncu, već su stiješnjene na rubovima supergranula.

### Korona
U višim slojevima Sunčeve atmosfere, koroni, temperatura nastavlja rasti do 1 000 000 K, no gustoća joj je samo 0.1-0.6 Pa što je izrazit o jak vakuum, pa stoga sadrži puno manju količinu topline.
Pravi mehanizam kako dolazi do tolikoga grijanja korone još nije sasvim poznat, ali smatra se da je to najvjerojatnije posljedica induktivnog djelovanja Sunčevog magnetskog polja na plazmu u koroni (vidi: Lorentzova sila). Prije se smatralo da to nastaje zbog tlaka zvučnih valova iz unutrašnjosti Sunca, ali se otkrilo da i mlade zvijezde imaju koronu s jakim magnetskim poljem, pa se od te hipoteze sve češće odustaje. Vanjski dijelovi korone stalno odlaze sa Sunca duž otvorenih magnetskih linija u obliku Sunčevog vjetra.
Korona nije uvijek jednoliko raspoređena po površini Sunca: za mirnog je razdoblja više ili manje raspoređena po ekvatorijalnom dijelu, s koronalnim šupljinama na polovima. S druge strane, u vrijeme Sunčevog aktivnog razdoblja korona je jednoliko raspoređena i po ekvatorijalnim i po polarnim područjima, iako je najispupčenija u području Sunčevih pjega. Trajanje Sunčevog ciklusa je u prosjeku 11 godina, od Sunčevog minimuma do Sunčevog maksimuma, kada se Sunčevo magnetsko polje stalno uvija (zbog diferencijalne rotacije – različiti dijelovi Sunca se okreću različitim kutnim brzinama, ekvatorijalni pojasi se okreću brže od polova). Sunčeve pjege su aktivnije u vrijeme maksimuma Sunčevog magnetskog polja. Sa Sunčevim su pjegama povezani i koronalni lukovi, kad se luk magnetskog polja uzdiže iz Sunčeve unutrašnjosti. Magnetski tok gura topliju fotosferu u stranu, otkrivajući “hladnije” i tamnije dijelove koje nazivamo Sunčevim pjegama.

### Sunčev vjetar
Sunčev vjetar ili solarni vjetar je struja čestica izbačenih velikom brzinom iz gornjih slojeva Sunčeve atmosfere, uglavnom elektrona i protona. Iako je ovaj gubitak mase Sunca gotovo beznačajan i gustoća Sunčevog vjetra mala, čestice se kreću velikim brzinama izazivajući vidljive učinke na tijelima u Sunčevom sustavu. Poznatiji učinci Sunčevog vjetra su polarna svjetlost i usmjeravanje plinskog repa kometa suprotno od Sunca.
U blizini Zemlje, Zemljino magnetsko polje zarobljava čestice Sunčevog vjetra i usmjerava ih prema magnetskim polovima. Budući da se čestice Sunčevog vjetra kreću brzinama od više stotina kilometara u sekundi, pri sudaru s česticama u Zemljinoj atmosferi dolazi do ioniziranja plina i pojave svjetlosti. Ova se pojava uočava u polarnim područjima, zbog čega je dobila ime polarna svjetlost ili Aurora Borealis (Aurora Australis na južnoj Zemljinoj polutci). Kod dovoljno snažne aktivnosti Sunčev vjetar može dovesti do pojave polarne svjetlosti i na manjim zemljopisnim širinama. U takvim uvjetima postoji mogućnost ometanja ili čak oštećenja radio-komunikacijskih uređaja na Zemlji i umjetnim satelitima (geomagnetska oluja).
Kometi se prilikom dolaska u blizinu Sunca zagrijavaju, smrznuta površina kometa sublimira, oslobađajući plin i prašinu (komu). Djelovanjem čestica Sunčevog vjetra taj se oblak oblikuje u rep kometa i najčešće razdvaja na plavičasti plinski rep i žućkasti prašinasti rep. Plinski rep je pod jačim utjecajem Sunčevog vjetra i usmjeren je strogo od Sunca, dok prašinasti zaostaje.

## Magnetsko polje
Sunce je magnetski aktivna zvijezda. Ona održava jako i promjenjivo magnetsko polje, koje se mijenja u 11 godišnjem Sunčevom ciklusu. Sunčevo magnetsko polje izaziva mnoge pojave, koje se jednim imenom nazivaju Sunčeve aktivnosti, u koje ubrajamo Sunčeve pjege na fotosferi, Sunčeve baklje, kao i Sunčev vjetar, koji odnosi dio plazme kroz Sunčev sustav. Utjecaj Sunčevog magnetskog polja na Zemlji može biti u vidu polarne svjetlosti, te ometati radio-komunikacije i električne mreže.
Razlika u brzini okretanja ekvatora i polova ili diferencijalna rotacija, uzrokuje i uvijanje magnetskog polja, koje stvara erupciju lukova na površini Sunca i pokretanje Sunčevih pjega i prominencija.
Sunčevo magnetsko polje izlazi iz samog prostora Sunca jer magnetizirani Sunčev vjetar nosi dio Sunčevog magnetskog polja u Sunčev sustav, stvarajući tako međuplanetarno magnetsko polje. Dok je jačina magnetskog polja na Sunčevoj fotosferi oko 50 – 400 μT, u blizini Zemlje ono iznosi oko 0,1 nT.

## Životni ciklus
Sunce je nastalo prije otprilike 4,57 milijarde godina, što odgovara položaju u glavnom nizu (Hertzsprung-Russellov dijagram), a i dokaz su pronađene najstarije stijene iz Sunčevog sustava, za koje je nakon datiranja radioaktivnim materijalom utvrđeno da su stare 4,567 milijardi godina. Sunce je nastalo kao treća zvjezdana generacija, skupljanjem međuzvjezdane tvari, kojoj se gustoća počela povećavati potpomognuta vjerojatno udarnim valom bliske supernove. O njoj svjedoči prisutnost složenih atomskih jezgara u Suncu i planetima, koje ne bi mogle nastatu nuklearnim procesima zbog relativno male mase Sunca. Na osnovu materijala kojim raspolaže za nuklearnu fuziju, Sunce je na pola puta prema glavnom nizu, što znači da mu je potrebno još oko 5 milijarda godina da potroši sav vodik. Sunce nema dovoljno materijala da završi kao supernova, nego će nakon 5 milijarda godina postati crveni div. Danas Sunce zrači za trećinu više nego što je zračilo u početku, a porast se nastavlja, pa se smatra da će Zemlja postati nenastanjiva za manje od milijardu godina.

## Sunčeva svjetlost
Sunčeva svjetlost je prvenstveni izvor energije za Zemlju. Sunčeva konstanta je snaga koju Sunce prenese na Zemljinu atmosferu po jedinici površine. Ona iznosi 1 368 W/m2 u gornjim slojevima Zemljine atmosfere, dok na direktno osunčanoj Zemljinoj površini u zenitu iznosi oko 1 000 W/m2 jer ga oslabi atmosfera.

## Vanjske poveznice
|  | Zajednički poslužitelj ima još gradiva o temi Sunce |

- Građa Sunca, Zvjezdarnica Zagreb
- [neaktivna poveznica] Astronomska sekcija, Fizikalno društvo Split
- Arhivirana inačica izvorne stranice od 4. travnja 2015. (Wayback Machine) Akademsko astronomsko društvo, Rijeka
- Arhivirana inačica izvorne stranice od 28. srpnja 2011. (Wayback Machine) Zvjezdarnica, Višnjan